# Justino Sinova Garrido
Justino Sinova Garrido (Valladolid, 12 de febrer de 1945) és un assagista i periodista espanyol, catedràtic de Periodisme de la Universitat San Pablo-CEU de Madrid. Va ser director de Diario 16, i ha estat columnista del diari El Mundo.

## Biografia
Professor titular de la Universitat Complutense de Madrid, en l'actualitat imparteix Teoria de la Comunicació i de la Informació a la universitat privada Universitat San Pablo-CEU, en la qual ha estat director del Departament de Teoria de la Comunicació. A més va ser el creador del Màster de periodisme El Mundo i ha estat el seu director durant deu anys fins que va deixar el càrrec al juliol de 2011.
Bolcat des de la seva primerenca joventut a la professió periodística, va publicar els seus primers articles amb només divuit anys (1963), per especialitzar-se de seguida en la informació i recerca polítiques.
Ha exercit la seva vida professional en diversos mitjans de comunicació, entre ells Diario 16, periòdic del que en fou un dels fundadors en 1976, i del que va ser director en 1980 i entre 1990 i 1992. Ha estat també director editorial d'El Mundo, responsable de l'àrea de revistes del grup. Va treballar en l'agència de notícies Europa Press i en el periòdic Informaciones de Madrid, entre altres mitjans. Ha escrit en nombrosos mitjans, entre d'altres, en periòdics de diferents ciutats a través de l'agència OTR Press.
Ha publicat diversos llibres sobre comunicació i sobre política La gran mentira, sobre la televisió; El poder y la prensa, sobre el control polític de la informació; El secuestro de la democracia; etc) i ha dirigit diverses obres col·lectives (Historia de la Transición, Historia del franquismo, publicades en fascicles per Diario 16, i La Historia de la Democracia, El Diario del siglo XX y El Reportaje de la Historia, publicades per El Mundo). En 1990 publicà el llibre Todo Franco. Franquismo y antifranquismo de la A a la Z (Barcelona: Plaza & Janés, 2000), en col·laboració amb el també periodista i escriptor Joaquín Bardavío, que pretén ser un diccionari de totes les matèries i personatges relacionats amb el franquisme. L'any 2002 va publicar Un siglo en 100 artículos a La esfera de los Libros, una antologia de l'articulisme al segle xx.
Al llarg de la seva trajectòria professional, ha participat com a comentarista i contertul·lià als programes Buenos días i 24 horas, de Radio Nacional de España; Protagonistas i La brújula, d'Onda Cero i La mirada crítica de Telecinco.

## Premis
- Premi Víctor de la Serna de l'Associació de la Premsa de Madrid en 1985.
- Premi Espasa d'assaig de l'Editorial Espasa Calpe en 1989, per La censura de prensa durante el franquismo.[4]
- El Diario del Siglo XX va ser considerat "el treball periodístic més rellevant de l'any" pel Club Internacional de Premsa en 1999.

## Obres
- La gran mentira (Barcelona: Planeta, 1983).
- Juicio histórico al General Franco (Madrid: Cambio 16, 1986).
- La censura de la prensa durante el franquismo (1936-1951) (Madrid: Espasa-Calpe, 1989).
- El secuestro de la democracia (Barcelona: Actualidad y Libros, S. A., 1990).
- El secuestro de la democracia (1990), con Javier Tusell.
- Un millón de votos (Madrid: Ediciones Temas de Hoy, 1993).
- El poder y la prensa: el poder político de la información en la España felipista (Barcelona: Ediciones Internacionales Universitarias, 1995).
- La crisis de la democracia española (Madrid: Espasa-Calpe, 1997).
- Todo Franco - Franquismo y anti-franquismo, de la A a la Z (Plaza&Janés, 2000), con Joaquín Bardavío.
- Un siglo en 100 artículos (2002).
- La prensa en la Segunda República: historia de una libertad frustrada. (Editorial Debate, 2006) ISBN 978-84-8306-673-7.